# Methional
Methional ist eine farblose flüssige organisch-chemische Verbindung und ein Abbauprodukt der schwefelhaltigen Aminosäure L-Methionin. In Kartoffel-Chips ist Methional eine wichtige geruchsbestimmende Komponente. Spuren von Methional findet man auch in schwarzem Tee sowie in Produkten, die aus grünem Tee hergestellt werden. Methional enthält die funktionellen Gruppen eines Aldehyds und eines Thioethers.

## Vorkommen
Methional kommt in der Rebsorte Concord, Spargel, gebackenen Kartoffeln, Weizen- und anderem Brot, Schweizer Käse, Kakao, gerösteten Hasel- und Erdnüssen sowie anderen Lebensmitteln vor. Auch zum Geruch von geröstetem Kaffee trägt es bei.
Methional ist ein Geruchsstoff, der sich z. B. bei der (thermisch induzierten) Maillard-Reaktion reduzierender Zucker mit Aminosäuren bildet. Es entsteht dabei aus α-Dicarbonyl-Verbindungen (Zwischenprodukte der komplexen Maillard-Reaktion) mit L-Methionin:
CH3SCH2CH2(NH2)CHCO2H + O → CH3SCH2CH2N=CCO2H + H2O CH3SCH2CH2N=CCO2H + H2O → CH3SCH2CH2CHO + NH3 + CO2
Methional zerfällt leicht in Acrolein und Methylmercaptan. Letzteres wird meist schnell durch Luftsauerstoff zu Dimethyldisulfid oxidiert. Dimethyldisulfid ist teilweise geschmacksbestimmend für Kartoffeln. 
Durch Flavine und Licht wird L-Methionin nichtenzymatisch zu Methional, Ammoniak und Kohlendioxid oxidiert.

## Physiologie
Methional wirkt als allosterischer Modulator des Geschmacksrezeptors aus den beiden Proteinen T1R1 und T1R3. An menschlichen Rezeptoren wird es in seiner Wirkstärke übertroffen von 3-(Methylthio)butanal.

## Gewinnung und Darstellung
Eine großtechnisch realisierte Michael-Addition von Methylmercaptan an Acrolein liefert Methional:
CH3SH + H2C=CHCHO → H3CS(CH2)2CHO

## Verwendung
Aus Methional wird racemisches DL-Methionin mittels einer Strecker-Synthese in industriellem Maßstab hergestellt (Umsetzung mit Cyanwasserstoff und Ammoniak).